# Caesar III
«Caesar III» — стратегічна відеогра, розроблена компанією Impressions Games і видана Sierra Entertainment.

## Опис
Гра «Цезар III» моделює створення, розвиток та існування міст у Стародавньому Римі. Ціль гравця — побудувати римське місто відповідно до завдання імператора. Просування гравця з провінції у провінцію в цілому відтворює етапи територіального розширення
Римської Імперії, тому гру можна одночасно вважати непоганим підручником з давньоримської історії. Якщо губернатор успішно виконує вимоги імператора, то він одержує підвищення в ранзі та нове завдання. Якщо ж діяльність губернатора не подобається імператору, то спочатку той відправляє декілька попереджень, а через деякий час може відправити і легіони для арешту губернатора.

## Завдання
Формально у грі 11 рівнів, але фактично перший з них — тільки навчальний (будівництво безіменного поселення). Виконавши це завдання, гравець розпочинає просування кар'єрними східцями. Починаючи з третього рівня, у гравця завжди є вибір — виконувати завдання в мирній провінції чи у провінції з високою воєнною активністю. З кожним наступним завданням зростає зарплата та звання губернатора, але також зростають і вимоги імператора.

## Умови перемоги
Для перемоги в кожному завданні необхідно досягнути певної чисельності населення, а також певного рейтингу в таких критеріях, як «культура», «процвітання», «мир» і «прихильність імператора».

## Війна
У разі наближення ворожої армії до міста губернатор одержує попередження від розвідників («Далекий бій», «Ворог близько», «Ворог під стінами»). Виняток становлять повстання місцевого населення, які відбуваються неочікувано і без попередження.
Для захисту поселення гравець будує форти, в кожному з яких може налічуватись до 16 солдатів. Можна вибирати між 3 видами військ — важкою піхотою, легкою піхотою (озброєні дротиками для метання) та кавалерією (війська однотипні в межах одного форту, але можна утримувати одночасно декілька типів військ у різних фортах). Одночасно можна мати не більше 6 фортів.
Важка піхота (легіонери) є найсильнішим родом військ у рукопашному бою, але вирізняється низькою швидкістю пересування та неможливістю «односторонньої війни».
Легка піхота слабка в рукопашному бою, але ці воїни з дротиками можуть атакувати ворогів, зберігаючи дистанцію (їм не втекти від колісниць, але бойові слони та важка піхота занадто повільні, щоб наздогнати легких піхотинців), тому проти тяжкої піхоти можна безкарно діяти за схемою «кинув-відбіг». Легку піхоту також можна використовати для додаткової підтримки легіонерів чи кавалеристів з тилу.
Кавалерія не виділяється особливими бойовими якостями, але має такі переваги, як високу швидкість (в разі несподіваної атаки ворога в іншому кінці карти повільні легіонери можуть йти на місце події стільки часу, скільки ворогу вистачить для знищення половини поселення) та «безплатність» — кавалеристи не потребують дорогої зброї, яку для легіонерів потрібно виготовляти окремо.
Окрім звичайних битв «у відкритому полі» можна також скористатись фортифікаційними спорудами. Оборонні вежі оснащені катапультами, а на стінах розміщуються воїни з дротиками. Місто можна надійно захистити вежами і стінами — і тоді достатньо буде одного-двох легіонів «на чорний день». Також можна використовувати хитрий прийом — заманювати ворога під вежі і вступати в бій там. В такому разі навіть декілька відокремлених катапульт завдадуть значної шкоди ворогу.
Якщо ворог таки потрапив у місто, то певним захистом можуть виявитись гладіатори та префекти, котрі виступають оборонцями міста. Їх недолік — мала кількість та невисокі бойові характеристики.

## Місто
Перш за все поселенців необхідно забезпечити водою та їжею. З покращенням умов життя покращуються і будівлі — зростає максимальна кількість людей, котрі можуть жити в домі та розмір податків, які сплачують жителі цього дому. Але з покращенням житлових умов з'являються все нові й нові вимоги, які необхідно вдовольнити для переходу дому на черговий рівень. На певному етапі люди почнуть вимагати доступ до розваг та освіти, пізніше — наявність на ринку глиняного посуду, ще через деякий час — меблів… Коли у людей є доступ до їжі, води, релігії, розваг, освіти, лазні, глиняного посуду, меблів, вина, оливкової олії, перукарні, лікарні та деяких інших речей, помешкання можуть перейти в статус житла патриціїв. Вілли патриціїв продовжують розвиватись, якщо для цього створені умови. Патриції не працюють, але сплачують значні податки та помітно впливають на рейтинг процвітання міста.
Якщо певний бог розгнівається на губернатора через недостатню кількість його храмів у поселенні, то він може створити чимало проблем. Церера насилає сарану, котра нищить врожай. Нептун викликає шторм, який затоплює всі кораблі — як місцевих риболовів, так і торговців з інших регіонів. Меркурій спалює склади. Марс проклинає легіони або провокує повстання місцевих жителів. Венера погіршує настрій жителів та провокує еміграцію.
Інша сторона медалі — наслідок достатньої поваги до богів. Церера підвищує врожай; Нептун збільшує прибутковість морської торгівлі (на 1 сезон); Меркурій заповнює амбари їжею; Марс насилає духа-захисника на місто, в разі нападу цей дух наносить значні втрати ворожій армії; Венера покращує настрій народу.
Бюджет міста формується з податків та прибутків від торгівлі.
У містах з південним кліматом частою є проблема пожеж. У містах, що розташовані на півночі, ця проблема відсутня, але на початковій стадії гри можуть помітно заважати вовки.

## Режим «Конструктор»
У базовій грі в цьому режимі нема жодних завдань. Гравець вибирає собі одну з дванадцяти стандартних карт (на фан-сайтах можна завантажити собі й інші, створені аматорами за допомогою редактора, карти, котрих немає в початковому варіанті гри), і будує місто так, як йому заманеться. Гра в такому режимі може тривати вічно. З виходом патчу та редактора з'явилась можливість створення карт з певними цілями для перемоги (певний рейтинг, кількість населення і т. д.).